# MS Jewel of the Seas
Jewel of the Seas је крузер класе "Radiance" којом управља "Royal Caribbean International". Крузер је дугачак 293 метра и широк 32,2 метра и има 13 палуба. Може да достигне брзину од 46 km/h.